# Кулле-Киминское сельское поселение
Кулле-Киминское се́льское поселе́ние — муниципальное образование в Атнинском районе Татарстана Российской Федерации.
Административный центр — село Кулле-Кими.

## История
Статус и границы сельского поселения установлены Законом Республики Татарстан от 31 января 2005 года № 15-ЗРТ «Об установлении границ территорий и статусе муниципального образования "Атнинский муниципальный район" и муниципальных образований в его составе».

## Население
| 2010 | 2011 | 2012 | 2013 | 2014 | 2015 | 2016 |
| ---- | ---- | ---- | ---- | ---- | ---- | ---- |
| 751  | ↘750 | ↘725 | ↘713 | ↘695 | ↘685 | ↘671 |
| 2017 | 2018 |      |      |      |      |      |
| ↘659 | ↘644 |      |      |      |      |      |

## Состав сельского поселения
| № | Населённый пункт | Тип населённого пункта       | Население |
| - | ---------------- | ---------------------------- | --------- |
| 1 | Бахтаче          | деревня                      |           |
| 2 | Ислейтар         | село                         |           |
| 3 | Кулле-Кими       | село, административный центр |           |
| 4 | Новая Береске    | деревня                      |           |